# Calico Jack
Jack Rackham, také známý jako Calico Jack, (21. prosince 1682 Bristol, Anglie – 18. listopadu 1720 Port Royal, Jamajka) byl anglický pirátský kapitán, který působil na Bahamách a na Kubě v letech 1718–1720 ke konci zlatého věku pirátů. V říjnu 1720 byl dopaden lovcem pirátů Jonathanem Barnetem, spolu s posádkou souzen ve Spanish Townu na Jamajce a odsouzen k smrti. Dne 18. listopadu byl oběšen v Port Royal.
Jeho přezdívka byla odvozena od tkaniny kaliko, jež rád nosil. Je mu též připisováno autorství charakteristického pirátského motivu černé vlajky s lebkou, takzvaného Jolly Roger. V posádce měl dvě ženy: Anne Bonny, jež byla zároveň jeho milenkou, a Mary Readovou.

## Mládí a pirátský život
Rackham se narodil v roce 1682 v Anglii a o jeho mládí neexistují další záznamy. První písemná zmínka o Rackhamovi pochází z roku 1718, kdy působil jako důstojník na lodi Ranger pod kapitánem Charlesem Vanem. Jeho základnou byl nechvalně proslulý pirátský přístav New Providence na Bahamách,
 odkud Vane se svou posádkou vyplouval k přepadům lodí u New Yorku. Při jedné z plaveb Ranger narazil na francouzskou válečnou loď, která piráty začala pronásledovat. Vane se rozhodl vyhnout se boji, situace však využil Rackham a s podporou většiny posádky volal s vidinou kořisti po útoku na francouzské plavidlo. Z přibližně devadesáti pirátů na palubě Rangeru jen patnáct podpořilo Vaneovo rozhodnutí, ten však svůj rozkaz nepustit se do boje neodvolal. 24. listopadu 1718 ale posádka odhlasovala sesazení Vanea z pozice kapitána a nahradila jej Rackhamem. Nový kapitán svému předchůdci přenechal menší plavidlo z pirátské flotily.

## Kapitán Rackham
Nejčastějším cílem pirátů pod Rackhamovým velením byly menší lodě v pobřežních vodách, za oběť jim padlo také několik větších lodí v souostroví Západní Indie a u Bermudských ostrovů. Jedním z přepadených plavidel byla i jamajská loď Kingston, z níž následně Rackham učinil svou vlajkovou loď. Útok na Kingston však proběhl na dohled od přístavu Port Royal a za Rackhamem byli okradenými obchodníky vysláni lovci pirátů. Dostihli jej v únoru roku 1719, když Kingston kotvil u ostrova Isla de los Pinos nedaleko Kuby. Rackham byl nucen ukrýt se ve vnitrozemí a přišel o svou vlajkovou loď i kořist.

Vlajka Calico Jacka

O Rackhamově další kariéře píše Charles Johnson ve své knize A General History of the Robberies and Murders of the most notorious Pyrates z roku 1724. Podle ní Rackhamova posádka prováděla opravy na svém plavidle zakotveném na Kubě, když k přístavišti připlula španělská válečná loď spolu se zajatou anglickou šalupou. Kvůli odlivu nemohli Španělé do přístavu vplout, zakotvili tedy před ním a vyčkávali. Avšak Rackham se svými muži v noci přepadl anglickou loď a přemohl její španělskou stráž. Když pak ráno válečná loď zahájila palbu na Rackhamovo původní plavidlo, piráti odpluli v nově ukořistěné lodi.
Následně Rackham zamířil do bahamského přístavu Nassau, aby využil Brity nabízenou amnestii a stal se korzárem ve službách britského guvernéra Woodese Rogerse. Ten byl na Bahamy vyslán, aby skoncoval s útoky pirátů na britské lodě v oblasti. Rackham prohlásil, že ho i s posádkou k pirátství donutil bývalý kapitán Charles Vane, jehož byl guvernér Rogers zapřisáhlým nepřítelem. Zřejmě i proto se Rogers rozhodl Rackhamovi uvěřit a udělit v rámci vyhlášené amnestie milost. Počestný způsob života však Rackhamovi ani jeho posádce dlouho nevydržel.

## Anne Bonny
Na Bahamách začal Rackhamův milostný vztah s Anne Bonny. Ta byla manželkou Jamese Bonnyho, námořníka pod Rogersovým velením. James se o jejich vztahu dozvěděl a informoval o něm guvernéra, jenž Anne za cizoložství nařídil zbičovat. Rackham Jamesovi nabídl za jeho manželku peníze, sama Anne však toto gesto odmítla, neboť prý nechtěla být prodána jako zvíře. Rackham s Anne a novou posádkou poté ukradli další loď a z Nassau utekli, čímž Rackham porušil podmínky udělené milosti. Následující dva měsíce přepadávali v Karibiku další pirátské lodě a zároveň verbovali jejich posádky do své flotily. Tehdy také Anne otěhotněla a vrátila se na Kubu.

## Dopadení, soud a smrt
V září 1720 bahamský guvernér Rogers prohlásil Rackhama za piráta a následující měsíc vydal příkaz k jeho zatčení. V té době Rackham přepadával rybářské lodě u severního pobřeží Jamajky, kde jej ještě v říjnu dopadl lovec pirátů Jonathan Barnet. Rackham při své plavbě údajně potkal menší pirátskou loď a obě posádky byly po prohýřené noci ještě pod vlivem alkoholu, když na ně u Bry Harbour Bay Barnet zaútočil. Zajal Rackhamovu loď i s celou posádkou a odvezl je do Spanish Townu, kde byli odsouzeni k smrti oběšením. 18. listopadu 1720 byl Rackham popraven a jeho ostatky vystaveny jako varování na malém ostrově v přístavu Port Royal.

## Osud posádky
Deset dní po Rackhamově popravě začal soud s Anne Bonny a Mary Readovou. Během něj obě tvrdily, že jsou těhotné. Neboť tehdejší zákony neumožňovaly popravu těhotné ženy, bylo vykonání rozsudku odloženo. Mary zemřela v dubnu následujícího roku, pravděpodobně na horečku vyvolanou porodem. O osudu Anne se nedochovaly žádné záznamy.
Další členové posádky, George Fetherston, Richard Corner, John Davis a John Howell, byli popraveni spolu s Rackhamem v Port Royal. Patrick Carty, Thomas Earl, James Dobbin a Noah Harwood byli popraveni o den později v Kingstonu.
Už následující den po soudu s Rackhamem byli k smrti odsouzeni bývalí členové jeho posádky John "Old Dad the Cooper", "Fenis" Fenwick a Thomas Bourn (alias Brown) za účast na vzpouře nedaleko Hispanioly v polovině června 1720.
Devatero pirátů, jež slavilo s Rackhamem v době jeho dopadení (John Eaton, Edward Warner, Thomas Baker, Thomas Quick, John Cole, Benjamin Palmer, Walter Rouse, John Hanson, a John Howard), bylo odsouzeno 24. ledna 1721. 17. února byli v Port Royal oběšeni John Eaton, Thomas Quick a Thomas Baker, druhý den byli v Kingstonu popraveni John Cole, John Howard a Benjamin Palmer. Osud zbývajících tří je neznámý.

## Moderní kultura
V televizním seriálu Black Sails stanice Starz ztvárnil Rackhama Toby Schmitz. Rackham také vystupuje v titulu Assassin's Creed IV: Black Flag z herní série Assassin's Creed od společnosti Ubisoft.